# サティキュラの戦い
サティキュラの戦いは紀元前343年（または紀元前339年）に発生した第一次サムニウム戦争における三つの戦いの二つめである。この戦いに関しては、ローマの歴史家ティトゥス・リウィウス（紀元前59年 - 17年）がその『ローマ建国史』の第7巻に記述している。リウィウスの詳細な記述では、ローマ軍の司令官であった執政官（コンスル）アウルス・コルネリウス・コッスス・アルウィナはサティキュラ（en、現在のサンターガタ・デ・ゴーティ）から進軍したが、山岳部でサムニウム軍の罠にもうすこしでかかるところであった。トリブヌス・ミリトゥム（高級将校）の一人であるプブリウス・デキウス・ムスが小部隊を率いて山頂を占領し、サムニウム軍を混乱させてコルネリウスを脱出させた。夜間にデキウスとその部隊も脱出に成功した。翌日にローマ軍はサムニウム軍に攻撃をかけ、これを一掃した。古代の歴史家の何人かも、デキウスの英雄的な行動を記述している。しかし、現代の歴史家は、その詳細に関しては全てではないにしても大部分はリウィウスの創作、あるいは彼が参照した資料の創作であると考えており、第一次ポエニ戦争において、トリブヌスの活躍でローマ軍が救われたというエピソードとの類似性が指摘されている。

## 背景
リウィウスによると、第一次サムニウム戦争は、サムニウム人がカンパニア北部に住んでいたシディシニ人（en）を攻撃したことによって始まったとされている。カプアが指導的立場にあったカンパニア人は、シディシニ救援のために軍を派遣したが、サムニウム人に敗れた。続いてサムニウム人はカンパニアに侵攻し、カプア近くの平原で行われた2度目の戦いでも勝利した。これらの敗戦のために、カンパニア人はローマに救援を求めた。ローマとサムニウムは条約を結んでいたが、この救援依頼に応じてサムニウムに対して宣戦布告した。
紀元前343年の執政官マルクス・ウァレリウス・コルウスとアウルス・コルネリウス・コッスス・アルウィナはそれぞれ軍を率いてサムニウム軍に向かった。ウァレリウスはカンパニアに進軍し、コルネリウスはサムニウムに侵攻した。

## 戦闘
リウィウスによるとコルネリウスはサムニウムの都市であるサティキュラを占領し、さらに軍を率いて前進した。山岳地帯で下りに入り、狭い渓谷を通過したが、サムニウム軍はローマ軍に気づかれること無しに周辺の高地に布陣し、ローマ軍が渓谷に入ってくるのを待ち受けていた。ローマ軍がサムニウム軍を発見したときには、すでに撤退するには遅すぎた。プブリウス・デキウス・ムスはトリブヌス・ミリトゥム（高級将校）の一人であったが、サムニウム軍陣地を見下ろす山頂がまだ占拠されていないことを認めた。デキウスはコルネリウスの許可を得ると、軍団の片方からハスタティ（第一戦列兵）とプリンケプス（第二戦列兵）からなる分遣隊を編成してこれを率い、山頂を占領した。サムニウム軍はこの分遣隊が山頂近くに達するまで気づかず、このために混乱が生じ、ローマ軍主力部隊を平野部に逃がしてしまった。
主力部隊が脱出したため、サムニウム軍はデキウスの分遣隊に対処することにした。サムニウム軍は山頂を取り囲んだが、夜も近づいており、夜間戦闘のリスクをとるか決定できないでいた。予想に反してサムニウム軍が攻撃してこなかったため、デキウスは何個かのケントゥリオを率いてサムニウム軍の陣地を密かに偵察した。自軍陣地に戻ると、兵を整列させ、その夜の間に可能であれば秘密裏に、発見された場合は力づくでも脱出することを告げた。サムニウムの見張り兵の間を抜けて、ほぼ半分まで到達したときに発見された。しかし、デキウスとその兵が雄たけびをあげると、寝起きのサムニウム兵は混乱し、ローマ軍は脱出に成功した。翌朝、ローマ軍はデキウスとその分遣隊が無事に戻ったことを祝った。デキウスに促され、コルネリウスは隷下の軍団にサムニウム軍への攻撃を命じた。サムニウム軍はこの攻撃に対する準備が出来ておらず、蹴散らされて野営地は占領された。30,000のサムニウム兵が野営地に逃げ込んだが、全員が殺された。
戦闘の後、コルネリウスは軍を整列させ、デキウスに金の飾り、雄牛100頭と角に金箔を貼った白い雄牛1頭を贈った。また、分遣隊の兵士たちには2倍の食事と、雄牛1頭、チュニック2着が贈られた。兵士達もデキウスに草の冠（ローマ軍の最高栄誉）を2個送ったが、1個は軍全体を救ったことに対して、もう1個は分遣隊を無事連れ戻したことに対してであった。これらの勲章をまとったデキウスは、軍神マルスに白い雄牛をささげ、雄牛100頭は彼が率いた分遣隊の兵士に与えた。また全兵士に対して1ポンドの肉と1パイントのワインが振舞われた。
この戦いの様子は、リウィウスほど詳細では無いにせよ、他の何人かの歴史家も記録している。ハリカルナッソスのディオニュシオスやアッピアノスは断片的な記録を残している。1世紀後半の技術者で軍事戦略家であるセクストゥス・ユリウス・フロンティヌスはその戦略書（ストラテジェマータ）にデキウスがコルネリウスを救ったことに二箇所で言及している。4世紀の著者不明の『ローマ共和政偉人伝』では、デキウスの行動をガウルス山の戦いにおけるものとしている。キケロは彼の著作『予言について』で、デキウスが大胆に戦闘に突入した際に、もっと慎重であるべきだと警告を受けたが、敵の真っ只中で名誉の戦死を遂げることを望んでいると応えたと述べている。デキウスは紀元前340年には執政官に就任し、ヴェスヴィオの戦いで戦死するが、それを予言しているかのようである。この詳細な記述から、この戦闘に関してリウィウスが参照しなかった資料が存在することが示される。

## その後
リウィウスは、この戦いの他に、紀元前343年にもう一人の執政官マルクス・ウァレリウス・コルウスがガウルス山の戦いとスエッスラの戦いで勝利したと述べている。これらの戦いの後、二人の執政官はともに凱旋式を実施している。カルタゴは紀元前348年にローマと友好条約を結んでいたが、ローマの勝利を祝福して25ポンドの金で作られた冠をユピテル・オプティムス・マキシムス、ユーノー、ミネルウァ神殿に寄贈した。凱旋式記録碑によると、ウァレリウスとコルネリウスは9月21日と9月22日にそれぞれの凱旋式を実施している。続く2年間は小規模な戦闘があったのみで、第一次サムニウム戦争は紀元前341年に終結した。ローマとサムニウムはその条約を改定し、サムニウムはカンパニアと同様にローマの同盟国となった。

## 現代の推定
現代の歴史学者はリウィウスが記述する戦闘の詳細に関しては、ほとんど信頼していない。その戦闘シーンは、彼自身または彼が参照した資料による創作であると考えられている。サムニウム軍の損害は、明らかに誇張されている。
デキウスの活躍はリウィウスの記述が最も詳しいが、リウィウス自身も述べているように、第一次ポエニ戦争中の紀元前258年のシチリアでの出来事と類似している。古代の資料によると、ローマ軍が行軍中に罠に陥りそうになったが、一人のトリブヌス（名前は伝えられていない）が300人の分遣隊を率いて敵中の丘の頂上を占領した。ローマ軍本体は脱出に成功したが、分遣隊300人の内で生還したのはトリブヌス一人であった。この後年のより有名なエピソードが、サティキュラの戦いの記述に影響を与えなかったとは考えにくい。
E. T. Salmonは1967年に出版した本の中で、この戦闘と後年に起こった他のいくつかの戦闘の記述の類似性を指摘している。第一次サムニウム戦争、第二次サムニウム戦争ともにサムニウム側の侵略によって開始され、ローマ軍が罠に陥りそうになるというのは紀元前321年の有名なカウディウムの屈辱で再現され、また紀元前306年のプブリウス・コルネリウス・アルウィナ、第三次サムニウム戦争中の紀元前297年のプブリウス・デキウス・ムス（サティキュラの戦いのデキウスの息子）の軍事行動との類似性も見られる。Salmonはまたもう一人の執政官ウァレリウスの二度の勝利も、同じ地域における紀元前215年のハンニバルとの戦いを下敷きにしたもの考えている。他方、凱旋式碑に記録されていることから、ローマがこの年に何らかの勝利を収めたことは認められる。Salmonは紀元前343年に発生した戦いは一度のみであり、カプアの外れのユーノー神殿近くで発生したと推定している。
S. P. Oakleyに1998年の本では、このような二重性は否定されており、リウィウスが言うように実際に三度の戦闘があったとする。リウィウスの記述のモチーフとなっているサムニウム軍の待ち伏せ攻撃は、戦いが行われたのが山岳地であったことを反映しているだけかもしれない。リウィウスが語るデキウスの行動は、紀元前258年のトリブヌスの行動を下敷きに創作されたものであるとしても、デキウス自身はいくつかの英雄的行為を行っていた可能性はある。
Gary Forsytheの2005年の本では、デキウスのエピソードは紀元前340年の彼の戦死を予言して創作されたものとする。デキウスは確かに英雄的な行動をとったと考えられ、その結果として彼の一族の中では最初に執政官となっている（紀元前340年）。後世の年代記録者は、カウディウムの屈辱と紀元前258年のポエニ戦争のトリブヌスの行動を基にして物語を作り上げ、それをリウィウスが利用したと思われる。

## 発生年に関して
リウィウスはローマの習慣に従って、戦いが発生した年を執政官の名前で記録している。この年はウァレリウスとコルネリウスが執政官を勤めた年であり、マルクス・テレンティウス・ウァロの『年代記』から換算すると紀元前343年となる。しかし、現代の歴史家は、年代記には「独裁官年」が含まれていないため、第一次サムニウム戦争の発生年は4年遅い紀元前339年ではないかと考えている。この不正確さにもかかわらず、現在も学術論文でも年代記が換算に用いられている。

## 参考資料
- Forsythe, Gary (2005). A Critical History of Early Rome. Berkeley: University of California Press. ISBN 0-520-24991-7
- Oakley, S. P. (1998). A Commentary on Livy Books VI-X, Volume II: Books VII-VII. Oxford: Oxford University Press. ISBN 978-0-19-815226-2
- Salmon, E. T. (1967). Samnium and the Samnites. Cambridge University Press. ISBN 978-0-521-13572-6